# Neozapatismo

Bandera representativa del Ejército Zapatista de Liberación Nacional.

Neozapatismo es una corriente política-ideológica que representa la concepción contemporánea de su antecesora más conocida, el Zapatismo, y es promulgada por los miembros del Ejército Zapatista de Liberación Nacional (EZLN) y sus adeptos. El EZLN adoptó el término y la ideología de los zapatistas originales y los magonistas de la Revolución mexicana, como demandas vigentes en la vida política y social de México. También incorporan ideas del anarquismo, el marxismo y la democracia radical, y su principal ideólogo y líder, el Subcomandante Marcos, suele portar el emblema de la estrella roja. Después del levantamiento armado del 1 de enero de 1994, el Zapatismo del EZLN a nivel internacional, principalmente por las Declaraciones de la Selva Lacandona y los múltiples comunicados de su vocero, el Subcomandante Marcos.

## Historia

### Previo al levantamiento
El 17 de noviembre de 1993, un grupo de personas entre los que se encontraban indígenas y Mestizos Mexicanos y extranjeros, declaran formalmente constituida la formación de un ejército regular; que el día 1° de enero de 1994 sale a la luz pública bajo la declaración de guerra hacia el gobierno mexicano.

### La entrada al Primer Mundo
En la víspera del año nuevo, en 1994, el EZLN tomó, entre otras, las cabeceras municipales de San Cristóbal de Las Casas y Las Margaritas, en el estado mexicano de Chiapas. Este movimiento tiene como dirigente visible al Subcomandante Marcos, quien fue la voz pública del grupo a partir de ese momento.
El acto toma desprevenido al Gobierno federal y sorprende a muchos que ya daban por inactivos o casi desaparecidos a los pueblos indígenas mexicanos, en un marco político y social determinado por la promesa de "entrar al Primer Mundo" mediante la firma del Acuerdo de Libre Comercio de América del Norte, también conocido como TLC, entre Estados Unidos, México y Canadá.
Según declaraciones del Subcomandante Marcos y otros miembros (así como por conducto de varios comunicados) se aclaraba, durante los primeros días de la rebelión, que el grupo armado se formó con el nombre de Ejército Zapatista de Liberación Nacional (EZLN), y entre su ideario está la proclamación de los derechos de los indígenas como medio para instaurar diferentes modos de gobierno de autonomía y de control político y económico de los recursos naturales de las distintas regiones del Estado.
En este mencionado ideario se establecía, que el EZLN estaba en contra del gobierno autoritario del PRI y su intención era derrocarlo. El triunfo del PAN en México en las elecciones federales de México de 2000 permitió que el EZLN realizara una caravana a la Ciudad de México para pedir la aprobación de una Ley Indígena.

### Primera Declaración de la Selva Lacandona
Inicialmente (Primera Declaración de la Selva Lacandona), el grupo insurgente planteó el derrocamiento del entonces presidente de México, Carlos Salinas de Gortari, bajo la acusación de que en las elecciones de 1988 fue usurpado el puesto de primer mandatario tras un fraude electoral de enormes proporciones, el mismo que impidió a Cuauhtémoc Cárdenas Solórzano, candidato del partido opositor "Frente Democrático Nacional (FDN)", llegara a la Presidencia de la República.
Pronto los insurgentes, a través de su vocero, el Subcomandante Insurgente Marcos, dejaron de lado su discurso inicial con elementos marxista-leninistas, para retomar los temas esenciales del país y el mundo, con un sentido del humor y cierta inclinación a la poesía un tanto inusitados para un grupo armado. Comunicados como "¿De qué nos van a perdonar?" o "Chiapas; el sureste en dos vientos, una tormenta y una profecía", aderezarán el discurso político zapatista con el tono sarcástico y a la vez crudo que le caracterizará.

### Bienvenidos a bordo
Así, el discurso zapatista se poblaría de citas y alusiones a escritores como León Felipe, Federico García Lorca, Paul Valéry, Miguel de Cervantes, Bertolt Brecht, Sor Juana Inés de la Cruz, Eduardo Galeano, William Shakespeare, Manuel Vázquez Montalbán, entre otros, incorporando elementos de poesía, en verso o prosa, y tomando también como base libros como el Chilam Balam o el Popol Vuh.
Al mismo tiempo, una serie de mensajes, ensayos, cartas y comunicados darán cuenta de argumentaciones (políticas, demográficas, culturales, filosóficas, económicas, etcétera) para develar lo complejo de fenómenos como la guerra de baja intensidad y conceptos como la militarización, el neoliberalismo y la globalización, los derechos colectivos de los pueblos indígenas y los particulares de las mujeres, la autonomía y la resistencia, la dignidad y la rebeldía.
De entre ellos, el mensaje político que el Subcomandante Marcos leyera al pleno de la Convención Nacional Democrática, como resultado de la convocatoria que el EZLN hiciera a la sociedad civil progresista en la Segunda Declaración de la Selva Lacandona, estará, a decir de analistas en contra y a favor del zapatismo, entre los más lúcidos ejemplos del pensamiento zapatista.

### Por la Humanidad y contra el Neoliberalismo
El Neozapatismo pronto se convirtió en un puente para trabajar, según fuera el caso, entre la teoría y la praxis revolucionaria de un siglo XX marcado por el Posmodernismo y el Neoliberalismo. Según la visión del Neozapatismo, el Neoliberalismo, como fundamento ideológico del Capitalismo, llevaba las contradicciones del último a todos los terrenos que tocaba, provocando paradojas como la necesidad, por un lado, de un Estado nación condenado a desaparecer o por lo menos a quedar reducido a su mínima expresión y, por el otro, a ser garante, en su doble figura de guardián y gerente, de que los desposeídos no impidan la acumulación de riquezas por parte de los poderosos.
A ello, el zapatismo responde con otra paradoja que parece aún más difícil de comprender: "la de un ejército conformado por hombres y mujeres que se hicieron soldados para que un día, no muy lejano, ya no sean necesarios los soldados".
De esta manera, las cuestiones planteadas por el Neozapatismo (conocimiento de causa, información, medios masivos de comunicación, defensa por la tierra, autonomía, paz, etc.) vendrán a convertirse en elementos de un pensamiento que el movimiento define como parte de la izquierda política y el anticapitalismo, por la humanidad y contra el Neoliberalismo: "Un mundo donde quepan muchos mundos"; pero, además, donde quien mande "mande obedeciendo".

### Los Acuerdos de San Andrés
Luego vendría la ofensiva del Gobierno federal, que iniciaría en febrero de 1995 con la liberación de órdenes de aprehensión a quienes supuestamente eran la dirigencia del EZLN: Fernando Yáñez, Gloria Benavides, Javier Elorriaga, etcétera. El Gobierno Federal, Encabezado por Ernesto Zedillo Ponce de León, mostró en red nacional unas fotografías de Rafael Sebastián Guillén Vicente, quien a decir de asesores estadounidenses del gobierno mexicano, es el Sub Comandante Marcos.
Según los comunicados del movimiento rebelde lidereado ahora por el subcomandante Marcos, su dirigencia estaba constituida por pobladores de la región (indígenas, mestizos, "coletos" y mexicanos de otras regiones del país) que recurrieron a las armas ante el desprecio y abandono en que se encontraban sus demandas irresueltas incluso, pendientes desde la conquista española. 
La persecución y el arresto a la dirigencia zapatista convocó a la sociedad civil a que se volcara a las calles. La ofensiva se detendría por un instante para, en medio de una tregua, dar paso a las Mesas de San Miguel, que luego mudarían de sede al municipio de San Andrés, Larráinzar para el gobierno, Sacam'chen para los rebeldes. Gobierno y EZLN construyeron conjuntamente las propuestas, que luego tendrían que verse convertidas en acuerdos para firmar la paz. Para ello, tanto los delegados gubernamentales como los zapatistas se harían acompañar de asesores expertos para cada uno de los temas en las mesas. La primera de ellas: Cultura y Derechos de los Pueblos Indígenas.
Sin embargo, a pesar de que las mesas continuaban y que los insurgentes seguían fieles a su palabra empeñada de no romper unilateralmente el cerco militar, el gobierno zedillista apostó por una estrategia de contrainsurgencia que mantenía vigente la persecución a los supuestos cabecillas. En enero de 1996 la Cuarta Declaración de la Selva Lacandona fue realizada, donde el EZLN convocaba a la formación de una organización política civil y pacífica que no luchara por el poder y se empeñara en la construcción de una nueva forma de hacer política: el EZLN. A su vez, en febrero se produjo la firma de los acuerdos de la primera de seis mesas: los Acuerdos de San Andrés.
En ellos se hacía un reconocimiento real de la composición pluriétnica de la Nación mexicana, al definir de acuerdo con la legislación internacional qué son los pueblos indígenas; lo que por consiguiente obligaba al gobierno a establecer una nueva relación, no sólo con los pueblos indígenas, sino con el resto de la sociedad. En lo que a la relación con los pueblos indígenas tocaba, los Acuerdos de San Andrés establecían cinco principios básicos que la normaban: libre determinación y autonomía, participación, pluralismo político, sustentabilidad e integralidad. La propuesta de ley significaría, además, el reconocimiento constitucional a las comunidades y pueblos indígenas como entidades de derecho público, brindando la posibilidad de que por primera vez en la historia del llamado México Independiente los pueblos indígenas pudieran elegir libre y democráticamente a sus representantes, como lo venían haciendo, otros sectores de la población.
El entonces secretario de Gobernación, Emilio Chuayffet, luego de haber dado instrucciones como encargado de la política interior de que la delegación gubernamental firmara los Acuerdos, se retractaría de lo suscrito, tras lo que pareció una consulta del presidente Zedillo a los jefes de Estado español y estadounidense, pues por esas fechas se habría entrevistado con ambos, en espacios y tiempos distintos.
El Ejecutivo presentó entonces una propuesta de reforma constitucional que desestimaba lo designado entre las partes.
El Neozapatismo se apegó a la palabra dada sociedad civil, en el marco de la Convención Nacional Democrática, de no iniciar las hostilidades contra el Ejército Mexicano, a quien le había declarado la guerra en su primera Declaración. A cambio, el EZLN reclamaba que el Estado y la sociedad civil harían todo lo que estuviera de su parte para la construcción de una nación verdaderamente democrática. No sólo no sucedió así, sino que el EZLN tuvo que defenderse (y lo sigue haciendo) de todos y cada uno de los embates que, inscritos en una lógica de Guerra de baja intensidad, orquestaron los gobiernos neoliberales priistas.

## Actualidad

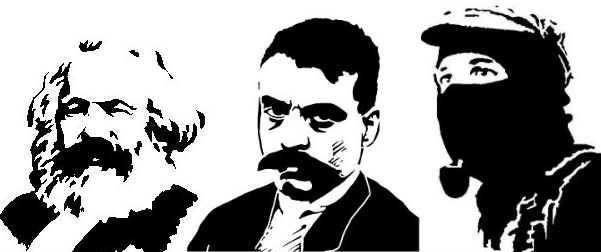
Una imagen que muestra tres figuras que fueron influyentes en el desarrollo del neozapatismo; Marx, Zapata y Subcomandante Marcos.

### La vía política
En 2005 el EZLN decide oficialmente dejar la vía armada y decide incorporarse a la vida política de la nación. Tomando como referencia las campañas políticas de las elecciones de México en 2006, el EZLN se lanza a recorrer el país formando una caravana denominada La Otra Campaña y el Subcomandante Marcos cambia su seudónimo por el de "Delegado Zero".
A raíz de acontecimientos violentos ocurridos en Atenco (a las afueras de la Ciudad de México) en abril de 2006, el EZLN decide suspender indefinidamente su ruta por el país y se instala en la capital de la República, hasta que los ciudadanos arrestados en dicha trifulca sean liberados. Las elecciones del 2 de julio se realizaron sin que dichas peticiones fueran resueltas en su totalidad.